# Капская бескоготная выдра
Капская бескоготная выдра (лат. Lutra capensis) — хищное млекопитающее семейства куньих.

## Внешний вид
Длина тела составляет от 95 см до 100 см, хвост 55 см. У капских выдр небольшие перепонки между пальцами, тем не менее они хорошо плавают и ныряют. Коготки у них маленькие и растут лишь на втором и третьем пальцах задних лап. Мех не столь густой, как у большинства выдр, и поэтому на неё охотятся не так активно.

## Распространение
Обитает в прудах, медленных водотоках, прибрежных водах и устьях рек Южной Африки, Эфиопии и Сенегала.

## Образ жизни
Основой её рациона являются крабы. Крепкими коренными зубами она вскрывает их твёрдые панцири. Питается также моллюсками, рыбой, лягушками, птицами и мелкими млекопитающими. Подобно другим выдрам, она выбирается на берег с добычей и ест, держа её в передних лапах.

## Социальная структура и размножение
Бескоготные выдры не роют нор, а живут семейными группами, парами или поодиночке в расщелинах и под камнями. В помете ежегодно бывает от 2 до 5 детёнышей. Они остаются с родителями как минимум год.